# Кулачное право свободы
«Кулачное право свободы» (нем. Faustrecht der Freiheit) — кинофильм немецкого режиссёра Райнера Вернера Фасбиндера, вышедший на экраны в 1974 году. Лента получила специальный приз жюри Чикагского кинофестиваля.

## Сюжет
Мюнхен, 1974 год. Безработный актёр Франц Биберкопф по прозвищу Фокс (Фасбиндер) одержим идеей выиграть крупную сумму денег. Он действительно выигрывает в лотерею 500 тыс. немецких марок. Импозантный антиквар Макс (Карлхайнц Бём) вводит его в круг утончённых гомосексуалов. С самого начала ясно, что плебею среди них не место, но обеспеченные светские люди не прочь поживиться его деньгами и снова окунуть его в грязь. Фокс знакомится с Ойгеном (Петер Хатель), сыном предпринимателя. Молодые люди становятся любовниками, и Ойген даже порывает со своим другом Филиппом (Гарри Бер). Франц исполняет все желания своего нового друга: покупает дорогую квартиру, антикварную мебель, спортивный автомобиль. Он предоставляет кредит родителям Ойгена, которые испытывают трудности со своей типографией. Франц даже забывает обеспечить собственную сестру, которая слишком вульгарна по сравнению с его новыми друзьями. Ойген учит друга хорошим манерам и прививает ему любовь к культуре, попутно вытягивая из него деньги. Когда брать становится нечего, Франца выкидывают как ненужную вещь. Он впадает в отчаянье и кончает с собой.

## В ролях
- Райнер Вернер Фасбиндер — Франц Биберкопф
- Петер Хатель — Ойген Тисс
- Карлхайнц Бём — Макс
- Адриан Хофен — Вольф Тисс, отец Ойгена
- Кристиана Майбах — Хедвига, сестра Франца
- Харри Баэр — Филип
- Ханс Цандер — бармен Шпрингер
- Курт Рааб — Водка-Петер
- Рудольф Ленц — поверенный Зибенкесс
- Вальтер Зедльмайр — торговец автомобилями
- Улла Якобссон — мать Ойгена
- Барбара Валентин — Альбина
- Бригитта Мира — продавщица